# خرمن (فیلم ۲۰۲۴)
خرمن (انگلیسی: Harvest) یک فیلم درام تاریخی محصول سال ۲۰۲۴ به کارگردانی اثینا ریچل سنگاری است. این فیلم توسط جوسلین بارنز و سنگاری از کتاب هنگام درو سال ۲۰۱۳ اثر جیم کریس اقتباس شده است با بازی کلب لندری جونز، هری ملینگ و فرانک دیلین است.
این فیلم برای اولین بار در هشتاد و یکمین جشنواره بین‌المللی فیلم ونیز، جایی که برای گرفتن شیر طلایی رقابت می‌کرد، به نمایش درآمد.

## خلاصه داستان
داستان فیلم در انگلستان در قرون وسطی می‌گذرد. در زمان آشفتگی اقتصادی، روستاییان محلی سه غریبه را قربانی می‌کنند.

## ساخت
فیلمبرداری اصلی در اوبان، اسکاتلند در سپتامبر ۲۰۲۳ انجام شد.

## بازخوردها
در راتن تومیتوز بر اساس رای ۱۱ منتقد این فیلم دارای امتیاز ۵٫۶ از ۱۰ و ۶۴ درصد تایدیه است.